# Mazurivka, Cernivți
Mazurivka (în ucraineană Мазурівка) este localitatea de reședință a comunei Mazurivka din raionul Cernivți, regiunea Vinnița, Ucraina.

## Demografie
Componența lingvistică a localității Mazurivka
     Ucraineană (99,35%)
     Alte limbi (0,65%)
Conform recensământului din 2001, majoritatea populației localității Mazurivka era vorbitoare de ucraineană (99,35%), existând în minoritate și vorbitori de alte limbi.